# Pfarrkirche Raach am Hochgebirge

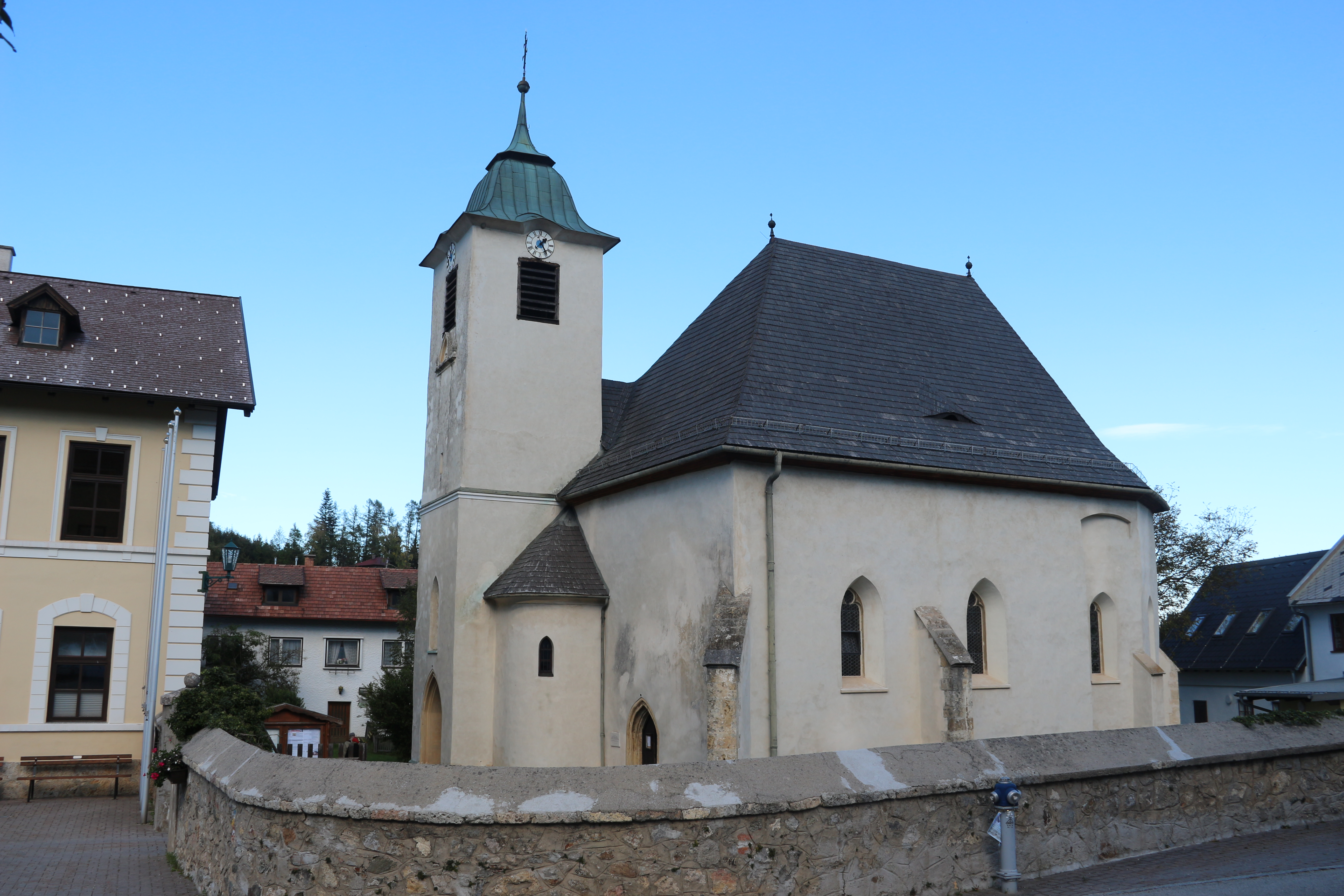
Katholische Pfarrkirche hl. Ägyd in Raach am Hochgebirge

Die Filialkirche Raach am Hochgebirge (bis 2023 Pfarrkirche) steht inmitten des Ortes in der Gemeinde Raach am Hochgebirge im Bezirk Neunkirchen in Niederösterreich. Die dem Patrozinium hl. Ägidius unterstellte römisch-katholische Filialkirche gehört zum Dekanat Gloggnitz im Vikariat Unter dem Wienerwald der Erzdiözese Wien. Die Kirche und die Kirchhofmauer stehen unter Denkmalschutz (Listeneintrag).

## Geschichte

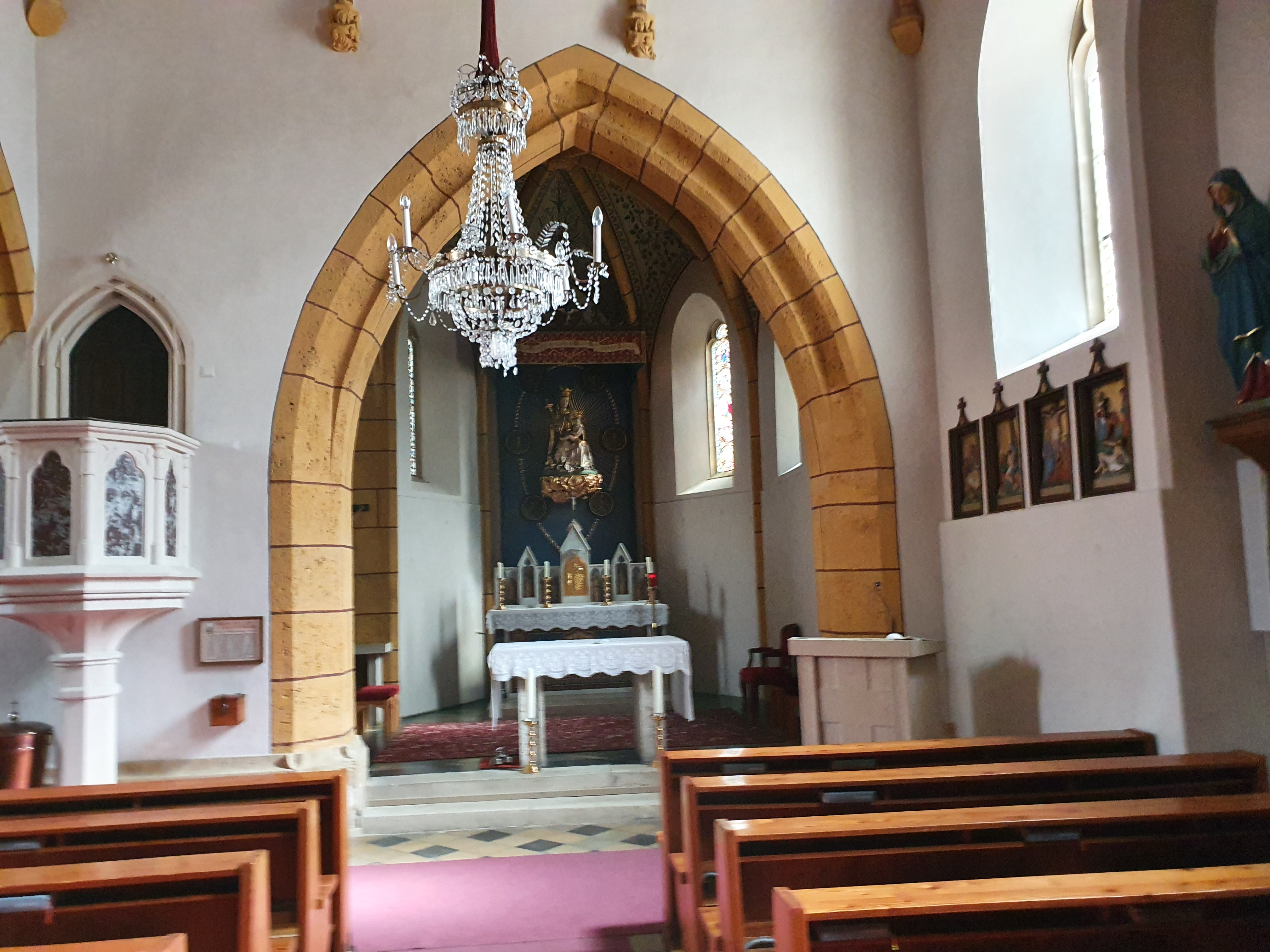
Pfarrkirche in Raach am Hochgebirge, Blick auf den Altar

Die Kirche war eine Filialkirche von Neunkirchen und wurde im 14. Jahrhundert Vikariat und nach 1570 Pfarrkirche.
Die zweischiffige gotische Kirche mit zwei Chören hat einen vorgestellten Turm im Nordwesten. Der Kirchhof war bis 1829 ein Friedhof. In der zweiten Hälfte des 19. Jahrhunderts wurde die Kirche sehr stark neugotisch übergangen und teils umgebaut.
Am 1. Mai 2023 wurde die Pfarre Raach am Hochgebirge aufgehoben. Die ehemalige Pfarrkirche Raach am Hochgebirge ist seither eine Filialkirche der Pfarre Gloggnitz und ist die Kirche der Teilgemeinde Raach am Hochgebirge.

## Architektur
Die Kirche steht in einem teils ummauerten und teils umbauten Kirchhof.
Das Kirchenäußere mit zwei Chören steht unter einem Walmdach. Die fensterlose Westwand des Südschiffes hat ein verstäbtes spätgotisches Spitzbogenportal, dieses ehemalige Südportal wurde 1880 an die Südecke der Westfront und 1960 in die Längsachse des Südschiffes versetzt. Nordseitig steht vor der Westfront des Nordschiffes der vorgestellte Turm aus 1766, außen zweizonig, aber innen viergeschoßig. Der Turm hat im Westen ein neugotisches Spitzbogenportal, formal angelehnt an das spätgotische Westportal.

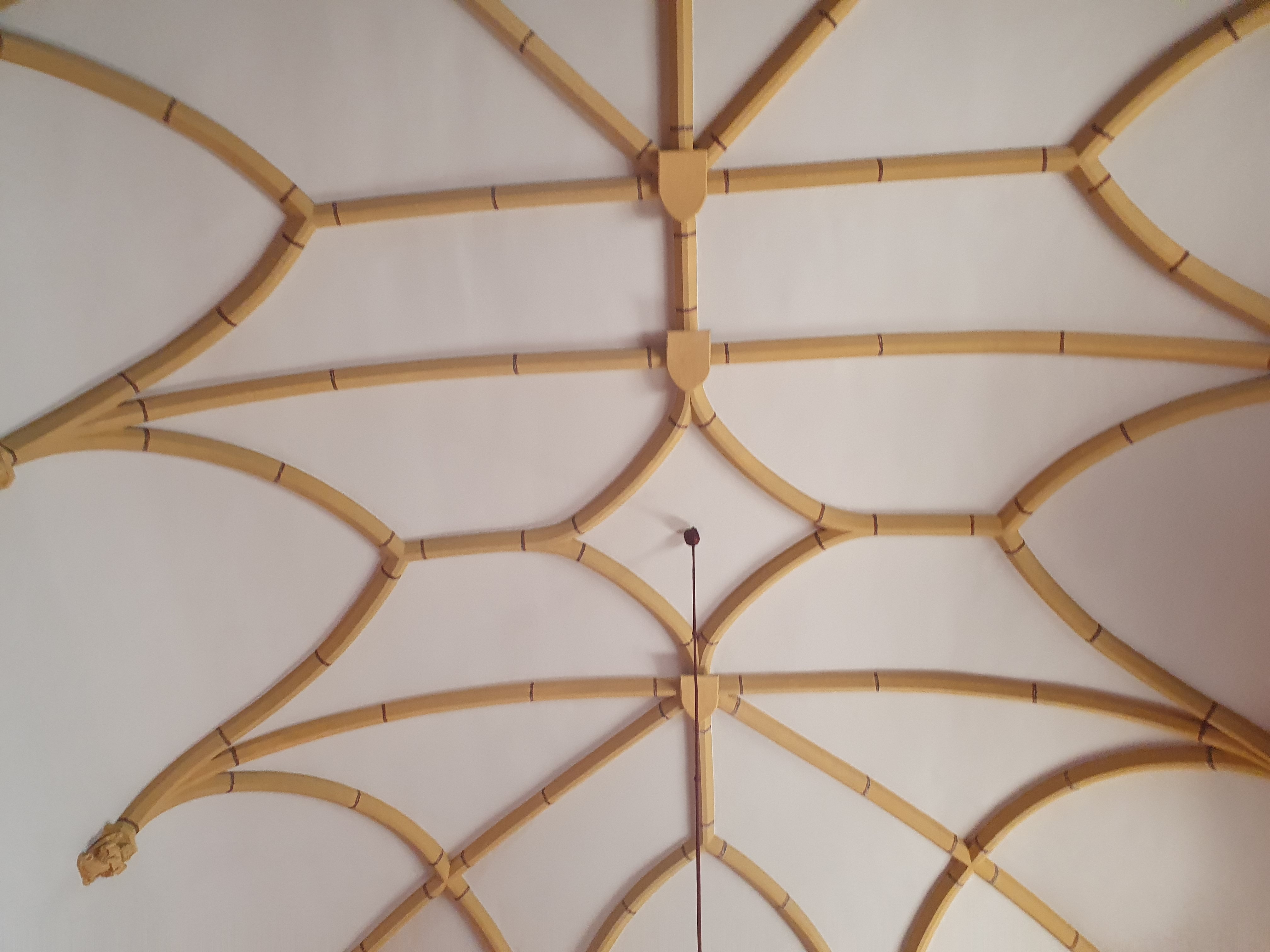
Pfarrkirche in Raach am Hochgebirge, Blick auf die Decke

Der Südchor ist leicht eingezogen und hat niedrige Strebepfeiler bis zur Fenstersohlbankhöhe. Der Nordchor aus 1512 auf einem Sockel hat zweibahnige neugotische Maßwerkfenster, das mittlere ist dreibahnig aus 1877 mit einer darunter liegenden flachbogigen leeren Wandnische.
Das Kircheninnere zeigt die zwei Langhausschiffe, welche mit zwei Spitzbogenarkaden bzw. Scheidbögen auf Achteckpfeilern verbunden sind. Beide Schiffe haben Flachdecken mit allseits großen Kehlen und Holzrippen auf Konsolen mit Netzwerkkonfigurationen aus 1880.
Im Nordchor gibt es Rankenmalereien der Frührenaissance aus 1512, welche 1960 freigelegt wurden. Im Südchor gibt es eine historistische Dekorationsmalerei um 1880. Die Glasmalerei um 1880 stammt aus Brügge und zeigt im Nordchor Josef und Nikolaus, Ägidius, die Wappen Liechtenstein und Kinsky, Augustinus und Franziskus, im Südchor zeigen sich drei Fenster mit je fünf Szenen aus den Rosenkranzgeheimnissen.

## Ausstattung
Der neugotische Hochaltar um 1880 ist ein kleines Schnitzretabel mit einem großen Tabernakel mit seitlichen Nischenfiguren Franziskus, Theresia, Ignatius von Loyola und Johannes der Täufer, der neugotische Altartisch ist mit Säulen gegliedert.
Die Orgel baute Rudolf Novak (1962). Eine Glocke nennt Christoph Packendorff 1761. Zwei Glocken wurden 1956 gegossen.